# Кванмён (сеть)
Сеть «Кванмён» (кор. 광명망?, 光明網?, «Сеть света», «Сеть просвещения») — национальный интранет на территории КНДР. Создан в 2000 году по инициативе правительства КНДР и является одной из самых крупных изолированных от Интернета компьютерных сетей.

## Контент
На 2014 год сеть Кванмён содержала, по разным оценкам, от 1 до 5,5 тысяч сайтов. На одних размещается политическая и экономическая информация, на других — научные, культурные и образовательные ресурсы.
Для пользователей доступны веб-сайты различных государственных учреждений КНДР, включая правительственные органы провинций, культурные учреждения, крупные университеты и библиотеки, некоторые местные школы и некоторые крупные промышленные и коммерческие организации. Национальный компьютерный центр КНДР осуществляет загрузку в основном научных и культурных сайтов из глобального Интернета, которые при загрузке и адаптации проходят проверку и цензурную чистку. Также имеется свой почтовый сервис и поисковая система «Нэнара». В 2013 году была запущена собственная социальная сеть, по софт-исполнению близкая к Facebook, которая в основном используется студентами для пересылки поздравлений с днём рождения. Также имеются сайты размещения объявлений.
С августа 2016 года был запущен сервис потокового видео «Манбан», использующий подключение к Кванмёну через Wi-Fi и тюнер; также к нему можно получить доступ через северокорейские смартфоны и планшеты.

## Технические характеристики
По заказам учреждений Центр компьютерной информации сгружает из Интернета сайты, в основном научно-технического содержания, проводит цензурную ревизию содержания сайта, после чего он загружается в «Кванмён» и становится доступен пользователям.
На Кванмён приходится большая часть доменных имён в зоне .kp, на которые нельзя зайти с помощью глобального доступа в Интернет. На 2016 год специалистами Корейского компьютерного центра было осуществлено внедрение протокола IPv4 для использования IP-диапазона 10.0.0.0/8, также используются IPv4-адреса диапазонов 172.16.0.0/12 и 192.168.0.0/16. Граждане КНДР для поиска веб-сайтов в основном пользуются IP-адресами чаще, чем доменными именами. Как и в Интернете, Кванмён поддерживает работу браузеров, разработанных в КНДР, e-mail сервисов и новостных групп.
Основной интерфейсный язык сети — корейский. Есть, однако, материалы на английском, русском, японском и других языках, для пользования которыми создана сетевая служба перевода, в которой круглосуточно работают 2000 переводчиков, с базой данных на 2 миллиона слов.

## Технология доступа
Неограниченный бесплатный круглосуточный доступ в сеть осуществляется по телефонным линиям через Dial-Up, мобильный доступ в Кванмён поддерживается Koryolink. С 2013 года имеется собственное мобильное приложение для входа в Кванмён с помощью планшета «Самджиён» и смартфонов «Ариран». С 2016 года «Кванмён» используется как основная сеть для работы системы IPTV «Манбан», организовано беспроводное соединение приставки с сетью. В 2018 году была запущена система беспроводного доступа в сеть «Мирэ», технологически сходная с Wi-Fi, что должно улучшить качество доступа в Кванмён в Пхеньяне.